# Cervone, Dolînska
Cervone (în ucraineană Червоне) este un sat în comuna Pîșne din raionul Dolînska, regiunea Kirovohrad, Ucraina.

## Demografie
Componența lingvistică a localității Cervone
     Ucraineană (83,33%)
     Rusă (16,67%)
Conform recensământului din 2001, majoritatea populației localității Cervone era vorbitoare de ucraineană (83,33%), existând în minoritate și vorbitori de rusă (16,67%).